# Legislatura de Alabama
La Legislatura de Alabama (en inglés: Alabama Legislature) es la legislatura estatal (órgano encargado del Poder legislativo) del estado de Alabama, en Estados Unidos. Es un órgano bicameral integrado por la Cámara de Representantes y el Senado . Es una de las pocas legislaturas estatales en las que los miembros de ambas cámaras sirven términos de cuatro años y en la que todos son elegidos en el mismo ciclo. La elección más reciente fue el 6 de noviembre de 2018. La nueva legislatura asume el cargo inmediatamente después de la certificación de los resultados de las elecciones por parte del Secretario de Estado de Alabama, lo que ocurre unos días después de la elección.
La Legislatura se reúne en la Casa del Estado de Alabama, ubicada en Montgomery. El edificio del capitolio original, ubicado cerca, no ha sido utilizado por la Legislatura como sede de manera regular desde 1985, debido a que cerró por renovaciones. En el siglo XXI, sirve como sede del poder ejecutivo y como museo.

## Historia

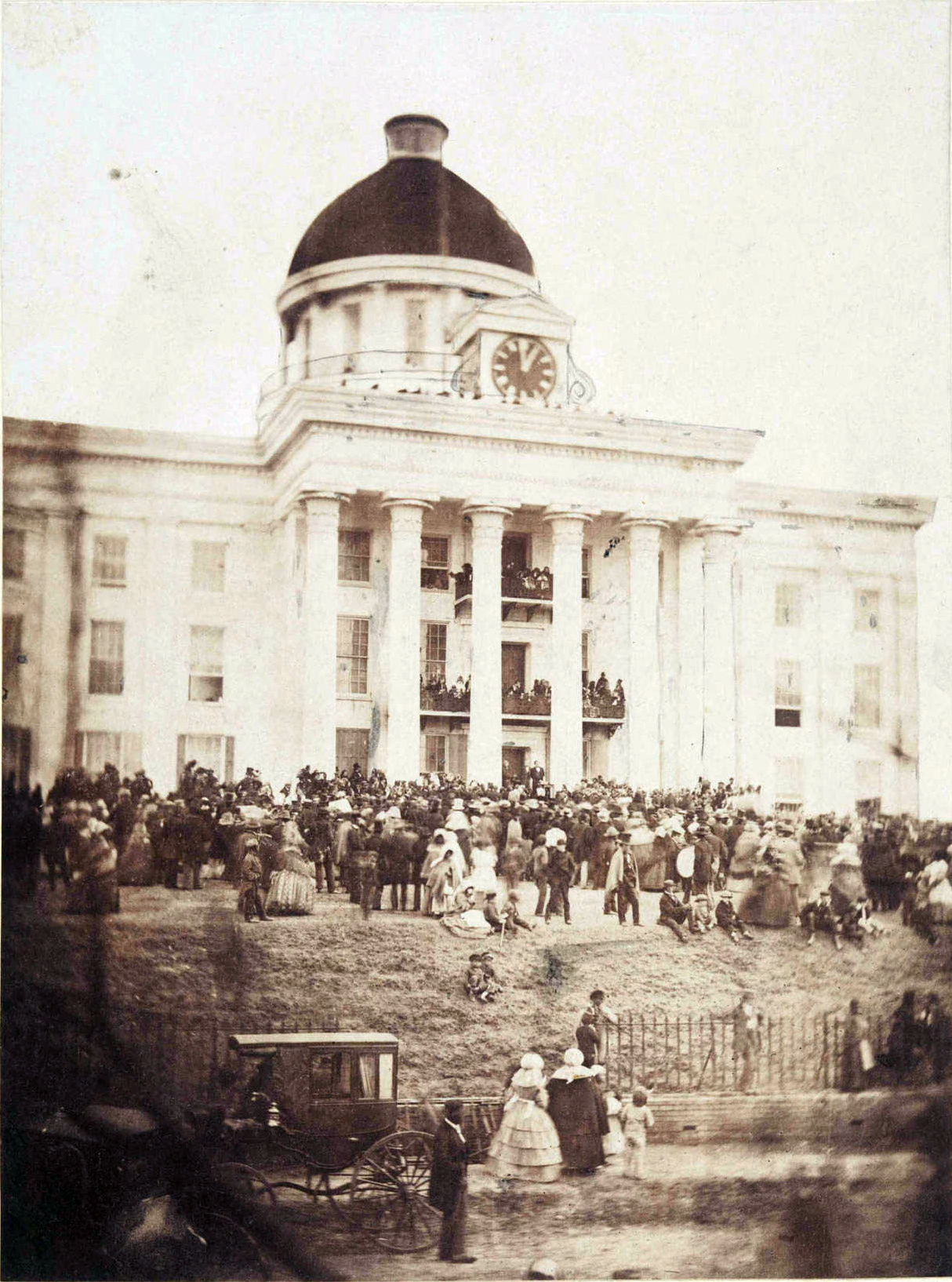
Jefferson Davis prestó juramento como presidente de los Estados Confederados de América el 18 de febrero de 1861, en los escalones del Capitolio del Estado de Alabama.

### Establecimiento
La Legislatura de Alabama se fundó en 1818 como una legislatura estatal para el Territorio de Alabama. Tras la Ley de habilitación federal de Alabama de 1819 y la aprobación con éxito de la primera Constitución de Alabama en el mismo año, la Asamblea General de Alabama se convirtió en una legislatura estatal de pleno derecho tras la admisión del territorio como estado. El mandato tanto de los representantes estatales como de los senadores estatales es de cuatro años.
La Asamblea General fue una de las 11 legislaturas estatales de los Estados Confederados de América durante la guerra civil estadounidense. Tras la secesión del estado de la Unión en enero de 1861, los delegados de todo el sur del país se reunieron en la capital del estado de Montgomery para crear el gobierno confederado. Entre febrero y mayo de 1861, Montgomery fue la capital de la Confederación, donde los funcionarios del estado de Alabama permitieron que los miembros del nuevo gobierno federal del Sur hicieran uso de sus oficinas. El Congreso Confederado Provisional se reunió durante tres meses dentro de las cámaras de la Asamblea General en el Capitolio del Estado de Alabama. Jefferson Davis fue investido como el primer y único presidente de la Confederación en las escaleras del capitolio.
Sin embargo, tras las quejas de los sureños sobre las incómodas condiciones de Montgomery y, lo que es más importante, tras la entrada de Virginia a la Confederación, el gobierno confederado se trasladó a Richmond en mayo de 1861.

### Era de la reconstrucción
Tras la guerra civil y la derrota de la Confederación en 1865, el gobierno estatal experimentó una transformación tras la emancipación de los afroamericanos esclavizados y las enmiendas constitucionales para otorgarles la ciudadanía y los derechos de voto. El Congreso dominó el siguiente período de Reconstrucción, que algunos historiadores atribuyen a los republicanos radicales. Por primera vez, los afroamericanos pudieron votar y fueron elegidos para la legislatura. Los republicanos fueron elegidos para el cargo de gobernador del estado y dominaron la Asamblea General; donde más del ochenta por ciento de los miembros eran blancos.
En 1867, se convocó una convención constitucional estatal y un grupo birracial de delegados trabajó en una nueva constitución. La legislatura birracial aprobó una nueva constitución en 1868, estableciendo la educación pública por primera vez, así como instituciones como orfanatos y hospitales para atender a todos los ciudadanos del estado. Esta constitución, que afirmó el sufragio de los libertos, permitió que Alabama fuera readmitida en los Estados Unidos en 1868.
Como en otros estados durante la Reconstrucción, las fuerzas "redentoras" insurgentes y confederadas del Partido Demócrata derrocaron gradualmente a los republicanos por la fuerza y el fraude. Las elecciones estuvieron rodeadas de violencia mientras los grupos paramilitares alineados con los demócratas trabajaban para reprimir el voto de los republicanos negros. En las elecciones generales estatales de 1874, la Asamblea General estaba dominada por demócratas borbones blancos estadounidenses de la élite plantadora.
Las constituciones resultantes de 1875 y 1901 privaron de sus derechos a los afroamericanos, y la de 1901 también afectó negativamente a miles de estadounidenses blancos pobres al erigir barreras para el registro de votantes. A fines del siglo XIX, una coalición populista-republicana había ganado tres escaños en el Congreso de Alabama y cierta influencia en la legislatura estatal. Después de reprimir este movimiento, los demócratas regresaron al poder, reuniendo apoyo bajo lemas de la supremacía blanca. Aprobaron una nueva constitución en 1901 que privó de sus derechos a la mayoría de los afroamericanos y a decenas de miles de estadounidenses blancos pobres, excluyéndolos del sistema político durante décadas, hasta finales del siglo XX. La legislatura dominada por los demócratas aprobó las leyes Jim Crow, que promovieron la segregación legal y el estatus de segunda clase para los afroamericanos. La Constitución de 1901 cambió el nombre de la Asamblea General a Legislatura de Alabama. La enmienda 427 a la Constitución de Alabama designó a la Cámara de Representantes como el sitio oficial de la legislatura. 

### Era de los derechos civiles
Después de la Segunda Guerra Mundial, la capital del estado fue un sitio de importantes actividades de movimientos por los derechos civiles. En diciembre de 1955, Rosa Parks se negó a ceder su asiento a un pasajero blanco en un autobús urbano segregado. Ella y otros residentes afroamericanos llevaron a cabo el boicot de autobuses de Montgomery, durante más de un año para poner fin a las prácticas discriminatorias en los autobuses, el 80% de cuyos pasajeros eran afroamericanos. Tanto Parks como Martin Luther King Jr., un nuevo pastor en la ciudad que lideró el movimiento, ganaron prominencia nacional e internacional con estos eventos.
A finales de la década de 1950 y en la de 1960, la Legislatura de Alabama y una serie de gobernadores segregacionistas sucesivos se resistieron masivamente la integración escolar y las demandas de justicia social de los manifestantes por los derechos civiles.
Durante este período, la Legislatura aprobó una ley que autorizaba a la Comisión de Soberanía del Estado de Alabama . Reflejando la autoridad de nombre similar de Misisipi, la comisión usó dólares de los contribuyentes para funcionar como una agencia de inteligencia estatal: espió a los residentes de Alabama sospechosos de simpatizar con el movimiento de derechos civiles (y clasificó a grandes grupos de personas, como maestros, como amenazas potenciales) . Mantuvo listas de presuntos activistas afroamericanos y participó en boicots económicos en su contra, como hacer que los sospechosos fueran despedidos de sus trabajos y desalojados de los alquileres, perturbando sus vidas y causando problemas financieros. También pasó los nombres de los presuntos activistas a los gobiernos locales y grupos de ciudadanos como el Consejo de Ciudadanos Blancos, que también siguió tácticas para penalizar a los activistas y hacer cumplir la segregación.
Después de una enmienda constitucional federal que prohíbe el uso de impuestos electorales en las elecciones federales, la Ley de Derechos Electorales de 1965 que autoriza la supervisión federal y el cumplimiento del registro y las elecciones justas, y el fallo de la Corte Suprema de los Estados Unidos de 1966 de que los impuestos electorales en cualquier nivel eran inconstitucionales, los afroamericanos para registrarse y votar nuevamente en números proporcionales a su población. Fueron elegidos nuevamente para la legislatura estatal y las oficinas del condado y de la ciudad por primera vez desde fines del siglo XIX.
Los casos de los tribunales federales aumentaron la representación política de todos los residentes del estado de una manera diferente. Aunque la constitución estatal requería que se redistribuyera después de cada censo decenal, la legislatura de Alabama no lo había hecho desde el cambio de siglo hasta 1960. Además, los senadores estatales fueron elegidos de condados geográficos. Como resultado, la representación en la legislatura no reflejaba los cambios de población del estado y estaba sesgada hacia los intereses rurales. No se había mantenido al día con el desarrollo de las principales ciudades urbanas industrializadas como Birmingham y Tuscaloosa. Sus residentes pagaron mucho más en impuestos e ingresos al gobierno estatal de lo que recibieron en servicios. Los servicios y la inversión para apoyar a las principales ciudades se habían rezagado debido a la escasa representación en la legislatura.
Bajo el principio de una persona-un voto, la Corte Suprema de los Estados Unidos falló en Reynolds v. Sims (1964) que ambas cámaras de cualquier legislatura estatal deben basarse en la población, con la distribución de los escaños redistribuidos según sea necesario de acuerdo con el censo decenal. Este fue un desafío presentado por los ciudadanos de Birmingham. Cuando este fallo finalmente se implementó en Alabama por orden judicial en 1972, resultó en que los distritos, incluidas las principales ciudades industriales, obtuvieran más escaños en la legislatura.[cita requerida]
En mayo de 2007, la legislatura de Alabama se disculpó oficialmente por la esclavitud, convirtiéndose en el cuarto estado del sur profundo en hacerlo.[cita requerida]

## Constituciones
Alabama ha tenido un total de seis constituciones estatales diferentes, aprobadas en 1819, 1861, 1865, 1868, 1875 y 1901, respectivamente. La constitución actual (1901) ha tenido tantas enmiendas, la mayoría relacionadas con decisiones sobre asuntos a nivel de condado, que es la constitución escrita más larga tanto en los Estados Unidos como en el mundo. Debido a que la Legislatura de Alabama ha mantenido el control de la mayoría de los condados, autorizando el autogobierno solo para unos pocos, aprueba numerosas leyes y enmiendas que tratan solo con asuntos a nivel de condado.
Debido a la supresión de los votantes negros después de la Reconstrucción, y especialmente después de la aprobación de la constitución segregacionista en 1901, la mayoría de los afroamericanos y decenas de miles de estadounidenses blancos pobres fueron excluidos del voto durante décadas. Después de que terminó la Reconstrucción, ningún afroamericano sirvió en la Legislatura de Alabama hasta 1970 cuando dos distritos de mayoría negra en la Cámara eligieron a Thomas Reed y Fred Gray . A partir de las elecciones de 2018, la Cámara de Representantes de Alabama tiene 27 miembros afroamericanos y el Senado del estado de Alabama tiene 7 miembros afroamericanos.
La mayoría de los afroamericanos no recuperaron el poder de votar hasta después de la aprobación de la Ley de Derechos Electorales de 1965. Antes de eso, muchos abandonaron el estado en lo que se conoce como la Gran Migración a las ciudades del norte y medio oeste. Desde finales del siglo XX, la mayoría blanca del estado ha votado cada vez más por los republicanos. En las elecciones de 2010, por primera vez en 136 años, ambas cámaras de la legislatura estatal estuvieron dominadas por los republicanos. Los republicanos han mantenido su condición de mayoría en las siguientes elecciones de 2014 y 2018.

## Organización
La Legislatura de Alabama se reúne en sesiones anuales regulares el primer martes de febrero, excepto durante el primer año del período de cuatro años, cuando la sesión comienza el primer martes de marzo. En el último año de un mandato de cuatro años, la sesión legislativa comienza el segundo martes de enero. La duración de la sesión ordinaria está limitada a 30 días de reunión dentro de un período de 105 días calendario. Las semanas de sesión consisten en reuniones del pleno de la cámara y del comité.
El gobernador de Alabama puede convocar, mediante proclamación, sesiones especiales de la Legislatura de Alabama, debiendo para ello enumerar los temas a considerar. Las sesiones especiales están limitadas a 12 días legislativos dentro de un lapso de 30 días. En una sesión ordinaria, se pueden aprobar proyectos de ley sobre cualquier tema. En una sesión especial, la legislación debe ser promulgada solo sobre aquellos temas que el gobernador anuncie en su proclamación o "convocatoria". Cualquier cosa que no esté en la "convocatoria" requiere un voto de dos tercios de cada cámara para ser promulgada.

## Proceso legislativo
El proceso legislativo de Alabama difiere un poco de los otros 49 estados.

### Aviso e introducción de facturas
Antes de la introducción de proyectos de ley que se aplican a localidades específicas y nombradas, la Constitución de Alabama requiere la publicación de la propuesta en un periódico en los condados afectados. La propuesta debe publicarse durante cuatro semanas consecutivas y debe proporcionarse documentación que demuestre que se publicó el aviso. El proceso se conoce como "notificación y prueba".

### Comités
Al igual que con otros cuerpos legislativos en todo el mundo, la Legislatura de Alabama opera principalmente a través de comités al considerar los proyectos de ley. La Constitución de Alabama establece que ningún proyecto de ley puede convertirse en ley hasta que haya sido remitido, actuado y devuelto por un comité permanente en cada cámara. La referencia al comité sigue inmediatamente a la primera lectura del proyecto de ley. Los proyectos de ley son remitidos a los comités por el presidente.
La constitución del estado autoriza a cada cámara a determinar el número de comités, que varía de una sesión cuatrienal a otra. Cada comité está creado para considerar proyectos de ley relacionados con un tema en particular.

#### Consejo legislativo
La legislatura de Alabama tiene un Consejo Legislativo, que es un comité interino permanente o continuo, compuesto de la siguiente manera:
- Del Senado, el Vicegobernador y Presidente Protémpore, los Presidentes de Finanzas e Impuestos, Reglas, Poder Judicial y Asuntos Gubernamentales, y seis Senadores elegidos por el Senado;
- De la Cámara de Representantes, el Portavoz y Portavoz Protémpore, los Presidentes de Medios, Reglas, Poder Judicial y Gobierno Local, y seis Representantes elegidos por la Cámara.
- Los líderes mayoritarios y minoritarios de cada casa.

El Consejo Legislativo se reúne al menos una vez cada tres meses para considerar problemas para los cuales se puede necesitar legislación y para hacer recomendaciones para la próxima sesión legislativa.

### Informes del comité
Una vez que un comité completa el trabajo en un proyecto de ley, lo informa inmediatamente a la cámara correspondiente durante los "informes de los comités" en el orden del día diario. Las facturas notificadas reciben inmediatamente una segunda lectura. Las cámaras no votan sobre un proyecto de ley en el momento en que se informa; sin embargo, los proyectos de ley informados se colocan en el calendario para el próximo día legislativo. La segunda lectura se realiza únicamente por título. Los proyectos de ley locales relacionados con cuestiones ambientales que afectan a más de una subdivisión política del estado reciben una segunda lectura cuando son informados por el comité de legislación local y se remiten a un comité permanente donde luego se consideran un proyecto de ley general. Los proyectos de ley relacionados con el juego también se vuelven a remitir cuando se informan desde el comité de legislación local, pero siguen siendo tratados como proyectos de ley locales. Cuando se informa desde el segundo comité, estos proyectos de ley se remiten al calendario y no requieren otra segunda lectura.
El calendario regular es una lista de proyectos de ley que han sido informados favorablemente por el comité y están listos para ser considerados por los miembros de toda la cámara.
Los proyectos de ley se enumeran en el calendario por número, patrocinador y título, en el orden en que se informan desde el comité. Deben ser considerados para una tercera lectura en ese orden a menos que se tomen medidas para considerar un proyecto de ley fuera de servicio. Las facturas importantes se colocan en la parte superior del calendario mediante órdenes especiales o suspendiendo las reglas. Para que entre en vigencia, la resolución que establece órdenes especiales debe ser adoptada por mayoría de votos de la cámara. Estas órdenes especiales son recomendadas por el Comité de Reglas de cada casa. El Comité de Reglas no se limita a hacer su informe durante la Convocatoria de Comités, y puede informar en cualquier momento. Esto permite al comité determinar el orden del día de la casa. Este poder convierte al Comité de Reglas en uno de los comités legislativos más influyentes.
Cualquier proyecto de ley que afecte el financiamiento estatal en más de $ 1,000 y que implique gastos o recaudación de ingresos, debe tener una nota fiscal. Las notas fiscales son preparadas por la Oficina Fiscal Legislativa y firmadas por el presidente del comité que informa el proyecto de ley. Deben contener aumentos o disminuciones proyectados de los ingresos estatales en caso de que el proyecto de ley se convierta en ley.

### Tercera lectura
Se coloca un proyecto de ley en el calendario para su adopción en su tercera lectura. Es en esta tercera lectura del proyecto de ley que toda la Cámara da consideración a su aprobación. En este momento, el proyecto de ley puede estudiarse en detalle, debatirse, enmendarse y leerse detenidamente antes de su aprobación final.
Una vez que se discute el proyecto de ley, cada miembro emite su voto y su nombre se llama alfabéticamente para registrar su voto. Dado que el Senado del estado tiene solo 35 miembros, la votación se puede realizar de manera efectiva en esa cámara mediante una votación nominal de los miembros. El número de miembros de la Cámara es tres veces mayor, con 105 miembros; Dado que las votaciones individuales nominales por voz requieren mucho tiempo, en la Cámara de Representantes se utiliza una máquina de votación electrónica. Los miembros de la Cámara votan presionando botones en sus escritorios, y sus votos están indicados por luces de colores que parpadean en un tablero en el frente de la cámara. La junta enumera el nombre de cada miembro y muestra cómo votó cada miembro. Los votos se registran electrónicamente en ambas cámaras.
Si la mayoría de los miembros presentes y votantes en cada cámara vota en contra de un proyecto de ley, o si hay un empate en la votación, no se aprueba. Si la mayoría vota a favor del proyecto de ley, su aprobación se registra como aprobada. Si se adoptan enmiendas, el proyecto de ley se envía al Departamento de Inscripción y Absorción de esa cámara para su absorción. La absorción es el proceso de incorporar enmiendas al proyecto de ley antes de transmitirlo a la segunda cámara.

### Transmisión a segunda casa
Un proyecto de ley que se aprueba en una casa se transmite, junto con un mensaje formal, a la otra casa. Dichos mensajes están siempre en orden y se leen (en la segunda casa) en cualquier pausa adecuada en el negocio. Una vez leído el mensaje, el proyecto de ley recibe su primera lectura, solo por título, y se remite al comité. En la segunda casa, un proyecto de ley debe pasar con éxito por los mismos pasos de procedimiento que en la primera casa. Si la segunda cámara aprueba el proyecto de ley sin enmiendas, el proyecto de ley se envía de regreso a la casa de origen y está listo para su inscripción, que es la preparación del proyecto de ley en su forma final para su transmisión al gobernador. Sin embargo, la segunda cámara puede enmendar el proyecto de ley y aprobarlo en su forma enmendada. Dado que un proyecto de ley debe ser aprobado por ambas cámaras en la misma forma, el proyecto de ley con la enmienda se envía de vuelta a la casa de origen para que se considere la enmienda. Si el comité no informa sobre el proyecto de ley o el pleno de la cámara no lo considera, el proyecto de ley es rechazado.
La casa de origen, a la devolución de su proyecto de ley enmendado, puede tomar cualquiera de varios cursos de acción. Puede estar de acuerdo con la enmienda mediante la adopción de una moción a tal efecto; entonces el proyecto de ley, habiendo sido aprobado por ambas cámaras en forma idéntica, está listo para su inscripción. Otra posibilidad es que la casa de origen adopte una moción para no estar de acuerdo con la enmienda, momento en el que el proyecto de ley muere. Finalmente, la casa de origen puede negarse a aceptar la enmienda pero solicitar que se nombre un comité de conferencia. La otra cámara generalmente acepta la solicitud, y el presidente de cada cámara nombra a los miembros del comité de la conferencia.

### Comités de conferencias
El comité de conferencias está empalmado para discutir los puntos de diferencia entre las versiones de las dos cámaras del mismo proyecto de ley, y los miembros asignados intentan llegar a un acuerdo sobre el contenido para que el proyecto de ley pueda ser aprobado por ambas cámaras. Si se llega a un acuerdo y si ambas cámaras adoptan el informe del comité de la conferencia, se aprueba el proyecto de ley. Si cualquiera de las cámaras se niega a adoptar el informe del comité de la conferencia, se puede hacer una moción para continuar con la conferencia. Si un comité de la conferencia no puede llegar a un acuerdo, puede ser despedido y se puede nombrar un nuevo comité de la conferencia. Los proyectos de ley muy controvertidos pueden remitirse a varios comités de conferencias diferentes. Si nunca se llega a un acuerdo en la conferencia antes del final de la sesión legislativa, el proyecto de ley se pierde.
Cuando un proyecto de ley ha pasado ambas cámaras en forma idéntica, se inscribe. La copia "inscrita" es el proyecto de ley oficial, que, una vez que se convierte en ley, es guardado por el Secretario de Estado para referencia en caso de cualquier disputa sobre su idioma exacto. Una vez que un proyecto de ley ha sido inscrito, se envía de regreso a la casa de origen, donde debe ser leído nuevamente (a menos que se prescinda de esta lectura por un voto de dos tercios), y firmado por el presidente en presencia de los miembros. . El proyecto de ley se envía luego a la otra cámara donde el presidente en presencia de todos los miembros de esa cámara también lo firma. El proyecto de ley está listo para ser transmitido al gobernador.

### Presentación al gobernador
Una vez que un proyecto de ley llega al gobernador, él o ella puede firmarlo, lo que completa su promulgación como ley. A partir de este punto, el proyecto de ley se convierte en un acto y sigue siendo la ley del estado a menos que sea revocado por una acción legislativa o revocado por una decisión judicial. Si el gobernador no aprueba el proyecto de ley, puede vetarlo. Los proyectos de ley vetados regresan a la cámara donde se originaron, con un mensaje que explica las objeciones del gobernador y sugiere enmiendas que podrían eliminar esas objeciones. Luego se reconsidera el proyecto de ley, y si una mayoría simple de los miembros de ambas cámaras está de acuerdo con las enmiendas ejecutivas propuestas, se devuelve al gobernador, tal como lo revisó, para su firma. Al gobernador también se le permite el veto de partidas individuales en los proyectos de ley de asignaciones.
En contraste con la práctica de la mayoría de los estados y el gobierno federal (que requieren una supermayoría, generalmente 2/3, para anular un veto), una mayoría simple de los miembros de cada cámara puede optar por aprobar un proyecto de ley vetado precisamente como la Legislatura originalmente lo aprobó, en cuyo caso se convierte en una ley sobre el veto del gobernador.
Si el gobernador no devuelve un proyecto de ley a la cámara legislativa en la que se originó dentro de los seis días posteriores a su presentación (incluidos los domingos), se convierte en ley sin su firma. Este retorno puede evitarse con la recesión de la Legislatura. En ese caso, el proyecto de ley debe devolverse dentro de los dos días posteriores a la reunión de la legislatura, o se convertirá en ley sin la firma del gobernador.
Los proyectos de ley que lleguen al gobernador menos de cinco días antes del final de la sesión podrán ser aprobados dentro de los diez días posteriores al cierre. Los proyectos de ley no aprobados dentro de ese tiempo no se convierten en ley. Esto se conoce como "veto de bolsillo". Esta es la forma de veto más concluyente, ya que los legisladores estatales no tienen ninguna posibilidad de reconsiderar la medida vetada.

### Enmiendas constitucionales
La legislación que cambiaría la constitución del estado toma la forma de una enmienda constitucional. Se introduce una enmienda constitucional y toma el mismo curso que un proyecto de ley o resolución, excepto que debe leerse detenidamente en tres días diferentes en cada cámara, debe ser aprobada por cada cámara por un voto de tres quintas partes de los miembros y no requiere la aprobación del gobernador. Una enmienda constitucional aprobada por la legislatura se deposita directamente en la Secretaría de Estado de Alabama. Luego se presenta a los votantes en una elección celebrada no menos de tres meses después de la suspensión de la sesión en la que los legisladores estatales propusieron la enmienda. El gobernador anuncia la elección por proclamación, y la enmienda propuesta y el aviso de la elección deben publicarse en cada condado durante cuatro semanas consecutivas antes de la elección. Si la mayoría de los que votan en las elecciones favorecen la enmienda, se convierte en parte de la Constitución de Alabama . El resultado de la elección se anuncia mediante proclamación del gobernador.